# Isamaa
Pour les articles homonymes, voir Union de la patrie.
 (mars 2018).
Si vous disposez d'ouvrages ou d'articles de référence ou si vous connaissez des sites web de qualité traitant du thème abordé ici, merci de compléter l'article en donnant les références utiles à sa vérifiabilité et en les liant à la section « Notes et références ».
Isamaa (nom estonien, en français : « Patrie ») est un parti politique estonien, conservateur de centre droit, fondé en 2006. Entre 2006 et 2018, il s'appelle Union de la patrie et Res Publica (en estonien : Isamaa ja Res Publica Liit, IRL).

## Historique

### Fondation
L'IRL est fondée le 4 juin 2006 par la fusion de deux partis conservateurs, l'Union de la patrie (IL), née en 1995, et Res Publica (RP), créée en 2001. Taavi Veskimägi, président de RP, et Tõnis Lukas, président de l'IL, sont désignés coprésidents, à titre provisoire.
Initialement, la formation devait prendre le nom de « Pour l'Estonie » (Eesti Eest), mais il a été rejeté et un nom provisoire a été employé. Finalement, le 15 novembre 2006, le congrès de fusion entérine le nom actuel du parti. Disposant de 35 députés sur 101, l'IRL est le plus important à l'Assemblée nationale mais siège dans l'opposition.

### Une force politique d'importance
Lors de son premier grand test électoral, aux élections législatives du 4 mars 2007, l'IRL se présente sous la direction de l'ancien Premier ministre Mart Laar, fondateur de l'Union de la patrie. Le 26 mai 2007, Laar est élu président du parti. Avec un score de 17,9 % des suffrages, le parti remporte 19 élus, ce qui le place au troisième rang des forces politiques.
Le Premier ministre libéral sortant, Andrus Ansip, du Parti de la réforme d'Estonie (ERE), décide de s'associer avec l'IRL et le Parti social-démocrate (SDE). Dans le gouvernement Ansip II, Tõnis Lukas devient ministre de l'Éducation, la formation obtenant également des portefeuilles d'importance, comme l'Économie et la Défense. Avec le départ du SDE, en mai 2009, il récupère également le ministère de l'Intérieur.
Bien que les élections européennes du 13 juin 2009 aient amené un mauvais score pour l'IRL, avec 12,2 % des voix et 1 siège à pourvoir, Laar est de nouveau chef de file pour les élections législatives du 6 mars 2011. Au cours de ce scrutin, l'IRL confirme son statut de troisième parti de l'Estonie, remportant 20,5 % des voix, soit 23 députés sur 101. Environ un mois plus tard, Ansip forme son troisième gouvernement, dans lequel le président de l'Union est nommé ministre de la Défense.
Contraint de démissionner pour des raisons de santé, Laar est remplacé, le 28 janvier 2012, par Urmas Reinsalu à la tête du parti. Il le remplace au gouvernement au mois de mai suivant.

## Résultats électoraux

### Élections législatives
| Année | Députés  | Voix    | %    | Rang | Gouvernement                                                       |
| ----- | -------- | ------- | ---- | ---- | ------------------------------------------------------------------ |
| 2007  | 19 / 101 | 98 209  | 17,9 | 3e   | Ansip II                                                           |
| 2011  | 23 / 101 | 118 023 | 20,5 | 3e   | Ansip III (2011-2014), opposition (2014-2015)                      |
| 2015  | 14 / 101 | 76 688  | 13,7 | 4e   | Rõivas II (2015-2016), Ratas I (2016-2019)                         |
| 2019  | 12 / 101 | 64 239  | 11,4 | 4e   | Ratas II (2019-2021), opposition (2021-2022), Kalas II (2022-2023) |
| 2023  | 8 / 101  | 50 144  | 8,2  | 6e   | Opposition                                                         |

### Élections européennes
| Année | Députés | Voix   | %    | Rang | Groupe |
| ----- | ------- | ------ | ---- | ---- | ------ |
| 2009  | 1 / 6   | 48 492 | 12,2 | 4e   | PPE    |
| 2014  | 1 / 6   | 45 755 | 13,9 | 3e   | PPE    |
| 2019  | 1 / 7   | 34 188 | 10,3 | 5e   | PPE    |
| 2024  | 2 / 7   | 79 170 | 21,5 | 1er  | PPE    |

## Liste des présidents
- Taavi Veskimägi (Res Publica) et Tõnis Lukas (Union de la patrie) (2006–2007)
- Mart Laar (2007–2012)
- Urmas Reinsalu (2012–2015)
- Margus Tsahkna (2015–2017)
- Helir-Valdor Seeder (depuis 2017)